# Krajowy Klaster Linuksowy

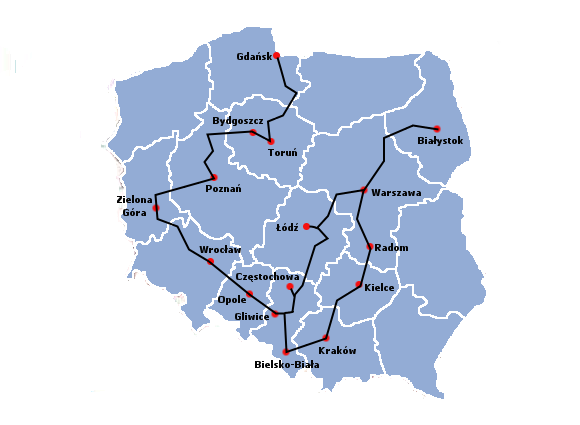
Schemat sieci optycznej łączącej polskie centra komputerowe w 2003 roku.

Krajowy Klaster Linuksowy (CLUSTERIX – ang. National CLUSTER of LInuX Systems) – rozproszony ogólnopolski system komputerowy, umożliwiający wspólne wykorzystanie zasobów polskich centrów komputerowych. Został uruchomiony 15 grudnia 2004 r. Wykorzystywany jest m.in. do badań naukowych w zakresie: modelowania zjawisk (np. termomechanicznych), złożonych symulacji (np. przepływu krwi), wizualizacji czy przewidywania struktur białek.

## Uruchomienie

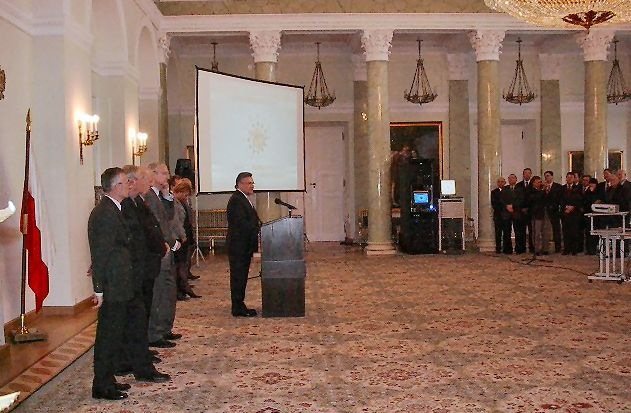
Uroczystość uruchomienia klastra w Pałacu Prezydenckim

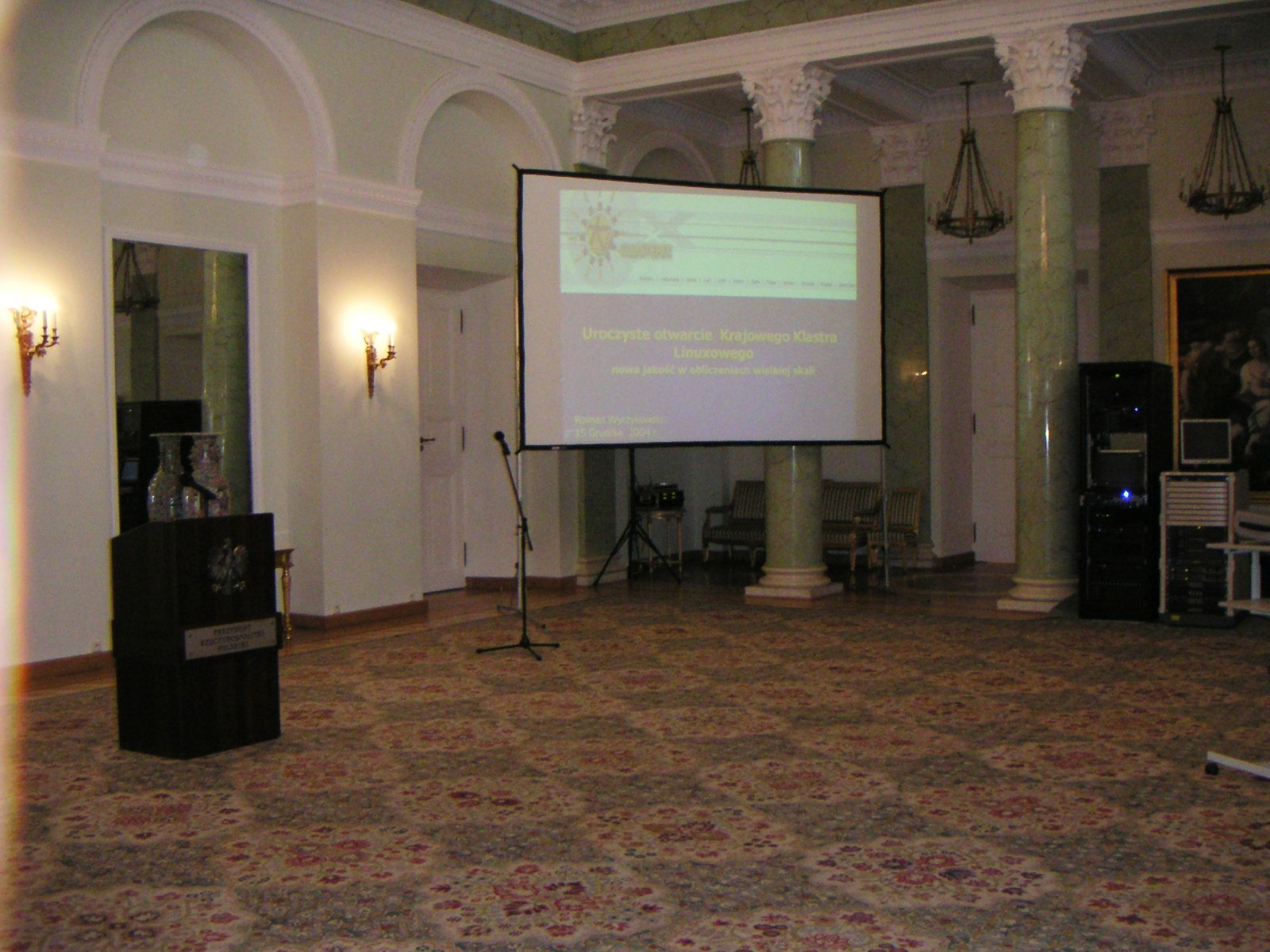
Sala Kolumnowa Pałacu Prezydenckiego i jeden z serwerów klastra na moment przed uroczystością otwarcia

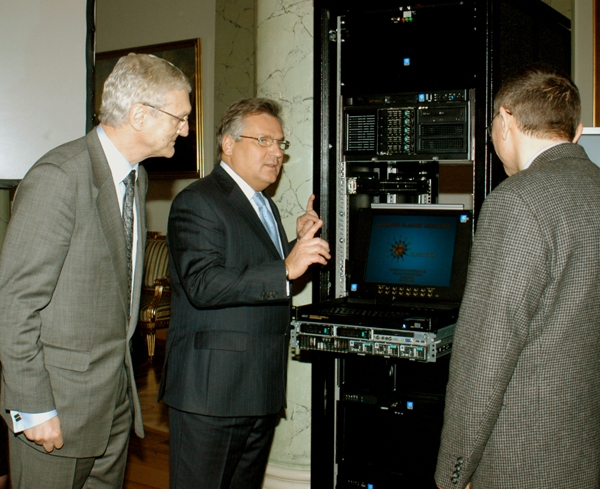
Jeden z serwerów klastra

Uroczystość uruchomienia Krajowego Klastra Komputerowego odbyła się 15 grudnia 2004 r. w Pałacu Prezydenckim w Warszawie w obecności Prezydenta RP Aleksandra Kwaśniewskiego oraz Ministra Nauki i Informatyzacji prof. Michała Kleibera.

## Budowa
Clusterix został zbudowany w architekturze grid, przez połączenie centrów siecią optyczną PIONIER. Dostawcami sprzętu były firmy: Optimus S.A., Hewlett-Packard i ATM S.A. W momencie uruchomienia dysponował mocą 802 procesorów Intel Itanium 2, a jego wydajność wynosiła 4,4 TFLOPS, co postawiłoby go na 35 miejscu listy najwydajniejszych systemów komputerowych świata TOP500 (na liście umieszczane są jednak tylko pojedyncze instalacje).
Klaster połączył centra obliczeniowe znajdujące się w dwunastu polskich ośrodkach akademickich:
- Politechnika Białostocka
- Politechnika Częstochowska
- Centrum Informatyczne Trójmiejskiej Akademickiej Sieci Komputerowej TASK
- Politechnika Łódzka
- Uniwersytet Marii Curie-Skłodowskiej w Lublinie
- Akademickie Centrum Komputerowe CYFRONET AGH
- Uniwersytet Opolski
- Poznańskie Centrum Superkomputerowo-Sieciowe
- Politechnika Szczecińska
- Politechnika Warszawska
- Wrocławskie Centrum Sieciowo-Superkomputerowe, Politechnika Wrocławska
- Uniwersytet Zielonogórski